# Lisippa
Lisippa in (greco antico Λυσίππη Lüsìppē), nella mitologia greca era figlia di Stenebea e del marito Preto re di Argo ed in seguito sovrano di Tirinto.

## Mitologia
Conosciuta anche come Lisippe, aveva due sorelle (Ifinoe ed Ifianassa) che con lei avevano il nome di Pretidi e che, per causa di una maledizione divina (data nei loro confronti dalla dea Era offesasi dalle loro affermazioni), divennero folli e condannate a vagare allo stato selvaggio sulle montagne, assalendo come belve gli sfortunati viandanti.
Fu guarita dalla pazzia da Melampo il quale (alle tre sorelle) fece bere da una fonte in cui aveva buttato una pianta di elleboro.
Melampo poi sposò Ifinassa.